# Гурепко Микола Михайлович
Мико́ла Миха́йлович Гуре́пко (22 вересня 1951, Плоска) —український прозаїк, журналіст,політолог, краєзнавець, фольклорист. Член Національної спілки письменників України та Національної спілки журналістів України.

## Біографія
Народився 22 вересня 1951 року в селі Плоска Путильського району Чернівецької області.
Закінчив факультет журналістики Львівського державного університету ім. Івана Франка (1979) та Київську Вищу партійну школу ЦК Компартії України (1988) — журналіст і політолог.
Був літературним працівником, завідувачем відділів редакцій та відповідальним секретарем районних газет: Путильської «Радянські Карпати» («Карпати»)Чернівецької, Чаплинської «Радянська Таврія»(«Голос Таврії») та Нововоронцовської «Ленінський шлях» («Вісті») Херсонської областей.
Працював спеціальним кореспондентом Херсонської обласної газети «Наддніпрянська правда», власним кореспондентом газети органів виконавчої влади Херсонської області «Поле».
15 років — спеціальний кореспондент — зав. корпункту незалежної громадсько-політичної газети Херсонщини «Новий день». За роки незалежності України двічі обирався депутатом Нововоронцовської районної та один раз Нововоронцовської селищної рад Херсонської області. Член виконкому Нововоронцовської селищної ради (2010—2015 рр.)
Строкову військову службу на посадах рядового та сержантського складу проходив у Радянській Армії та дійсну військову службу — військовим кореспондентом-організатором військової газети Приволзького військового округу, РФ «За Советскую Родину». Майор запасу.
Працював спеціальним кореспондентом-завідувачем корпункту редакції незалежної громадсько-політичної газети Херсонщини «Новий день».Журналіст об'єднання журналістів національного руху "За справедливість" ГО "ЖУРНАЛІСТИ ПРОТИ КОРУПЦІЇ"(м. Київ, з грудня 2017).
Член Національної спілки письменників України (2003) та Національної спілки журналістів України (1979).

## Творчість
Пише українською та російською мовами.
Автор
- краєзнавчих книжок — легенд Карпат і Таврії — ** «Від синіх гір — до сивого Дніпра» (1995),
  - «Шкатулка гетьмана» (1997),
- повістей
  - «Жорна» (1996),
  - «Земні боги» (1997),
  - «Родом з пекла» (2001),
  - «Знакомые лица» (2002)
- збірників повістей
  - «Провінціали» (1998),
  - «Чорний Барон» (1999),
- романів
  - «Суд совести» (2004);
  - «Степова царівна» (2006);
  - «Неофеодали» (2010):
  - «Тераріум» (2016);
  - енциклопедичний довідник«Знайомтесь:нововоронцовці» (2007),ВАТ Видавництво "Наддніпрянська правда",м.Херсон;
  - енциклопедичний довідник «Знайомтесь: нововоронцовці»(2008) — ВАТ Видавництво "Наддніпрянська правда", 2-е суттєво доповнене й розширене видання на майже 300 стор.формату А4.
  - біографічно-літературне видання «Поле життя 70-річного ювіляра»(2018) — нарис про родину орденоносця І. Ф.СКЛАДЕНКА,ПрАТ"Херсонська міська друкарня",52 стор.;
  - довідково-краєзнавча енциклопедія «Нововоронцовщина — перлина України»(2019) ПрАТ "Херсонська міська друкарня", 400 стор., формату А4, понад 600 статей, 1400 фотоілюстрацій;
  - довідково-ілюстрована енциклопедія «Сонцесяйна Нововоронцовщина»(2024) — Вид-во «Трек ЛТД», м. Дрогобич Львівської обл. -на замовлення Типографії "СТАР",м.Київ, — 500 стор., формат А4,340 статей,1650 ілюстрацій.

## Нагороди та відзнаки
- медаль «За працю і звитягу» (16 листопада 2018) — за значний особистий внесок у розвиток телебачення, радіомовлення і зв'язку в Україні, багаторічну сумлінну працю та високу професійну майстерність[4];
- Почесна грамота Верховної Ради України (Розпорядження Голови ВР України №419 від 20.05.2010)[джерело?];
- Диплом лауреата Всеукраїнської літературної премії імені Яра Славутича ( Ухвала Журі. протокол №1, 04.11.2016) за роман «Тераріум»[джерело?];

- Диплом лауреата Херсонської обласної літературної премії імені Миколи Куліша (Ухвала ЖУРІ конкурсу листопад 2011  р.) за роман «Неофеодали»;
- Знак Міністерства освіти і науки України «Відмінник освіти України» ( Наказ Міністра освіти і науки України Кременя №688 від 21.07.2004, Посвідчення № 69484)[джерело?];
- медаль МВС України «За сприяння органам внутрішніх справ України» (Наказ начальника УМВС України в Херсонській області генерал-майора міліції М.І. Ясельського №39, 04.06.2007 р.(2007)[джерело?];
- медаль «За сприяння правоохоронним органам» ГО "Спілки генералів органів внутрішніх справ України (Наказ №18 від 25.09 2014)[джерело?]; Відзнака(медаль) "ЗА ПРОФЕСІЙНУ ПРАЦЮ" Всеукраїнського об'єднання "Країна", Національної спілки незалежних журналістів України та ГО "Журналісти проти корупції"(Наказ №04 від 05. 04.2019 р.)
- Почесний знак Товариства сприяння обороні України (Рішення Бюро ЦК ТСО України від 11.09.2013 р., Голова В.М.Тімченко)[джерело?];
- орден преподобного Нестора Літописця ІІ ступеня, Грамота Митрополита Київського і всієї України, Предстоятеля УПЦ Володимира (Сабодана)"На увагу до церковних заслуг" ( на Пасху2009)[джерело?];
- орден Святителя Феодосія Чернігівського і грамотою «За заслуги перед Українською Православною Церквою» (2010)[джерело?];
- орден СВТ ВМЧ Георгія Побідоносця і грамотою «За заслуги перед Українською Православною Церквою» (2011)[джерело?].